# Мухаммед ібн Абдаллах
Мухаммед ібн Абдаллах (араб. محمد بن عبد الله بن علي الرشيد; д/н — 28 листопада 1897) — 7-й емір Джебель-Шаммара у 1872—1897 роках.

## Життєпис
Походив з династії Аль-Рашид. Третій син еміра Абдаллаха. Замолоду брав участьу походах батька. Потім обіймав різні посади, опікувався захистом караванних шляхів між Хаїлем та Багдадом і Басрою, завдяки чому набув чималих статків та підтримку місцевих торгівців. Також в цейперіодж вивчив турецьку і перську мови.
1869 року виступив проти свого небіжа Бандара, що був Мітаба, брата Мухаммеда. На деякий час виїхавдо Ер-Ріяду. Але зрештою повернувся, отримавши посаду голови каравану прочан до Мекки. Після смерті Убайда, стрийка Мухаммеда ібн Абдаллаха, останній отримав в керування фінанси та внутрішні справи.
1872 року Мухаммед розцінив заборону Бандара на торгівлю з кланом Аль-Дафір як обмеження своїх прав, при вході до Хаїля погиркався з небожем, якого вбив. За цим захопив трон.
Мухаммед, побоючись змов і заколотів родичів, спирався на єгипетських та османських найманців. Власний загін збільшив до 200 вояків, з них 20 найнадійніших становили його особисту охорону. Багато вояків вийшли з абдів (рабів). З-поміж них Мухаммед призначав чиновників і вищих воєначальників.

Емірат Джебель-Шаммар у 1891 році

У 1870-х роках завоював оазу Ель-Аль та селища у Ваді-Сірхан. Водночас вирішив скористатися складною внутрішньою ситуацією в еміраті Неджд, де з 1871 року точилася боротьба за владу. Мухаммед ібн Абдаллах поступово приєднував області, що відколювалися від Неджду.
1872 року стикнувся з османами за владу в регіоні Ель-Джауф. Для боротьби із супротивником став отримувати французьку і британську допомогу. Тому до середини 1870-х року уряд Османської імперії уклав мирний договір з еміром, поступившись Ель-Джауфом. Зрештою кордони досягли меж Османської імперії від Басри до Амману. Столиця Хаїль перетворилася на значний торговельний центр, де мешкало майже 20 тис. осіб.
У жовтні 1887 року отримав офіційне звернення Абдаллаха ібн Фейсала, що боровся за владу з братом Абдуррахманом. Використав це для захоплення Ер-Ріяду та основних областей емірату Неджду. Абдаллаха і Абдуррахмана відправив до Хаїля в статусі почесних бранців, а в захоплених провінціях поставив своїх намісників, зокрема в Ер-Ріяді — Саліма ас-Субхана.
Восени 1889 року Мухаммед здійснив набіг на Хіджаз. Після повернення в Хаїль він виявив, що його бранець Абдаллах серйозно хворий і відпустив того до Ер-Ріяду разом із братом Абдуррахманом, який був призначений еміром. Абдуррахман відразу почав збирати антирашидидську коаліцію. Мухаммед зібрав велике військо. 1890 року взяв в облогу Ер-ріяд, але не зміг захопити його. Втім Абдуррахман вимушений був визнати зверхність емірату Джебель-Шаммар.
Наприкінці 1890 року бойові дії поновилися, коли на бік Абдуррахмана перейшли емірати Унайза і Бурайда (в регіоні Ель-Касим). У січні 1891 йому вдалося спровокувати супротивників на вирішальну битву біля Мулайді (в Ель-Касммі). Під час неї Мухаммед вдав, що відступає, після чого перейшов у різку контратаку. Союзників Абдуррахмана було розгромлено, а сам він, так і не прийшовши до них на допомогу, утік у пустелю, а звідти — до Кувейту. Мухаммед ібн Абдаллах став володарем Центральної Аравії. Але йому дісталася виснажена, розорена країна, позбавлена виходу до моря. Від повстання країну утримував лише особистий авторитет Мухаммеда.
Помер Мухаммед ібн Абдаллах у 1897 році в Хаїлі. Йому спадкував небіж Абд ал-Азіз ібн Мітаб.